# Bruno Ieraci
Bruno Palazzese Ieraci (Giulianova, 14 agosto 2000) è un pilota motociclistico italiano, campione italiano della classe Supersport 300 nel 2023.

## Carriera
Nel 2014 esordisce nella classe Pre-Moto3 del campionato Italiano Velocità dove, in sella ad una RMU, vince cinque gare su dieci e chiude al secondo posto. Nel 2015 passa alla Moto3 del campionato nazionale dove chiude quindicesimo ottenendo il giro più veloce al Mugello. Nel 2016 rimane in Moto3 passando a guidare motociclette TM; migliora rispetto alla stagione d'esordio andando a podio in cinque occasioni e chiudendo al quinto posto. Nel 2017, pur disputando la metà delle gare previste, riesce ad ottenere la prima pole position e la prima vittoria, nuovamente al Mugello. 
Nel 2019 esordisce nel campionato mondiale Supersport 300: è pilota titolare con Kawasaki GP Project ed una Ninja 400. Chiude il campionato all'undicesimo posto conquistando il primo podio nell'ultima gara stagionale in Qatar. Nel 2020 continua con lo stesso team, ottiene come miglior piazzamento un quarto posto al Gran Premio dell'Estoril e chiude al tredicesimo posto. Nel 2021 passa al team spagnolo Machado Came in sella ad una Yamaha YZF-R3 con cui disputa i primi tre Gran Premi; successivamente termina il campionato come pilota sostitutivo con Prodina Racing tornando a Kawasaki. Conclude la stagione al ventunesimo posto con 39 punti ottenuti. In questa stessa stagione prende parte alla prova finale del campionato italiano Supersport 300 presso il circuito di Vallelunga ottenendo un quarto ed un terzo posto nelle due prove disputate.
Nel 2022 è nuovamente pilota titolare nel mondiale Supersport 300, con il team Prodina Racing, il compagno di squadra è Hugo De Cancellis. Pur senza salire sul podio, conquista ottantadue punti chiudendo al dodicesimo posto. Nel 2023, rimanendo col team Prodina, gareggia nel campionato italiano Supersport 300. In occasione del Gran Premio di Misano prende parte, in qualità di pilota wild card, al mondiale andando a vincere sia gara 1 che gara 2, disputa anche il successivo evento a Imola dove conquista altri sette punti. A fine stagione si classifica quattordicesimo nel mondiale mentre nel campionato italiano vince il titolo già al Mugello, penultima prova prevista. Nel 2024 torna a gareggiare come titolare nel mondiale con Prodina. Ottiene un podio in occasione di gara due in Catalogna e chiude la stagione al sedicesimo posto.

## Risultati nel mondiale Supersport 300
| 2019 | Moto     |   |   |    |     |    |     |     |     |   |   |  |  |  |  |  |  | Punti | Pos. |
| ---- | -------- | - | - | -- | --- | -- | --- | --- | --- | - | - |  |  |  |  |  |  | ----- | ---- |
| 2019 | Kawasaki | 8 | 7 | AN | Rit | 12 | Rit | Rit | Rit | 7 | 3 |  |  |  |  |  |  | 46    | 11º  |

| 2020 | Moto     |    |   |     |     |   |   |   |   |     |     |    |    |   |     |  |  | Punti | Pos. |
| ---- | -------- | -- | - | --- | --- | - | - | - | - | --- | --- | -- | -- | - | --- |  |  | ----- | ---- |
| 2020 | Kawasaki | 21 | 7 | Rit | Rit | 7 | 6 | 7 | 7 | Rit | Rit | 11 | 12 | 4 | Rit |  |  | 58    | 13º  |

| 2021 | Moto              |    |   |   |     |     |    |  |  |  |  |  |  |    |    |    |    | Punti | Pos. |
| ---- | ----------------- | -- | - | - | --- | --- | -- |  |  |  |  |  |  | -- | -- | -- | -- | ----- | ---- |
| 2021 | Yamaha e Kawasaki | 10 | 9 | 8 | Rit | Rit | NP |  |  |  |  |  |  | 12 | 14 | 10 | 10 | 39    | 21º  |

| 2022 | Moto     |    |   |   |   |   |     |     |    |     |    |     |   |   |   |     |    | Punti | Pos. |
| ---- | -------- | -- | - | - | - | - | --- | --- | -- | --- | -- | --- | - | - | - | --- | -- | ----- | ---- |
| 2022 | Kawasaki | 10 | 4 | 9 | 4 | 5 | Rit | Rit | 14 | Rit | 18 | Rit | 8 | 9 | 7 | Rit | 10 | 82    | 12º  |

| 2023 | Moto     |  |  |  |  |   |   |    |   |  |  |  |  |  |  |  |  | Punti | Pos. |
| ---- | -------- |  |  |  |  | - | - | -- | - |  |  |  |  |  |  |  |  | ----- | ---- |
| 2023 | Kawasaki |  |  |  |  | 1 | 1 | 18 | 9 |  |  |  |  |  |  |  |  | 57    | 14º  |

| 2024 | Moto     |     |   |     |   |    |    |    |   |    |    |    |    |    |    |  |  | Punti | Pos. |
| ---- | -------- | --- | - | --- | - | -- | -- | -- | - | -- | -- | -- | -- | -- | -- |  |  | ----- | ---- |
| 2024 | Kawasaki | Rit | 3 | Rit | 8 | 12 | 13 | 11 | 4 | 21 | 12 | 23 | 17 | NP | 13 |  |  | 56    | 16º  |

| Legenda | 1º posto        | 2º posto            | 3º posto           | A punti      | Senza punti        | Grassetto – Pole position Corsivo – Giro più veloce |
| Legenda | Gara non valida | Non qual./Non part. | Ritirato/Non class | Squalificato | '-' Dato non disp. | Grassetto – Pole position Corsivo – Giro più veloce |